# Ángel Chávez (beisbolista)
Ángel Chávez (David, Panamá, 22 de julio de 1981) es un jugador de béisbol panameño. Hizo su debut en las Grandes Ligas de Béisbol como infielder en 2005.

## Ligas Menores
El 30 de octubre de 1998 firmó con los San Francisco Giants como agente libre, equipo en el que debutó en 2005. En 2007 jugó en los Scranton/Wilkes-Barre Yankees, equipo filial de los New York Yankees. En 2008 pasó a entrenar con Los Angeles Dodgers, aunque pasó a jugar en su filial Las Vegas 51s.
Se introdujo el la Liga Mexicana del Pacífico, en la temporada 2010-2011 con los Tomateros de Culiacán y en el 2012 con los Vaqueros Laguna de Torreón de la Liga Mexicana de Béisbol.

## Amateur
Participa con su provincia natal de Chiriquí en los Campeonatos de Nacional de Béisbol Mayor, y en 2012 reforzó a Bocas del Toro,